# Yenidze

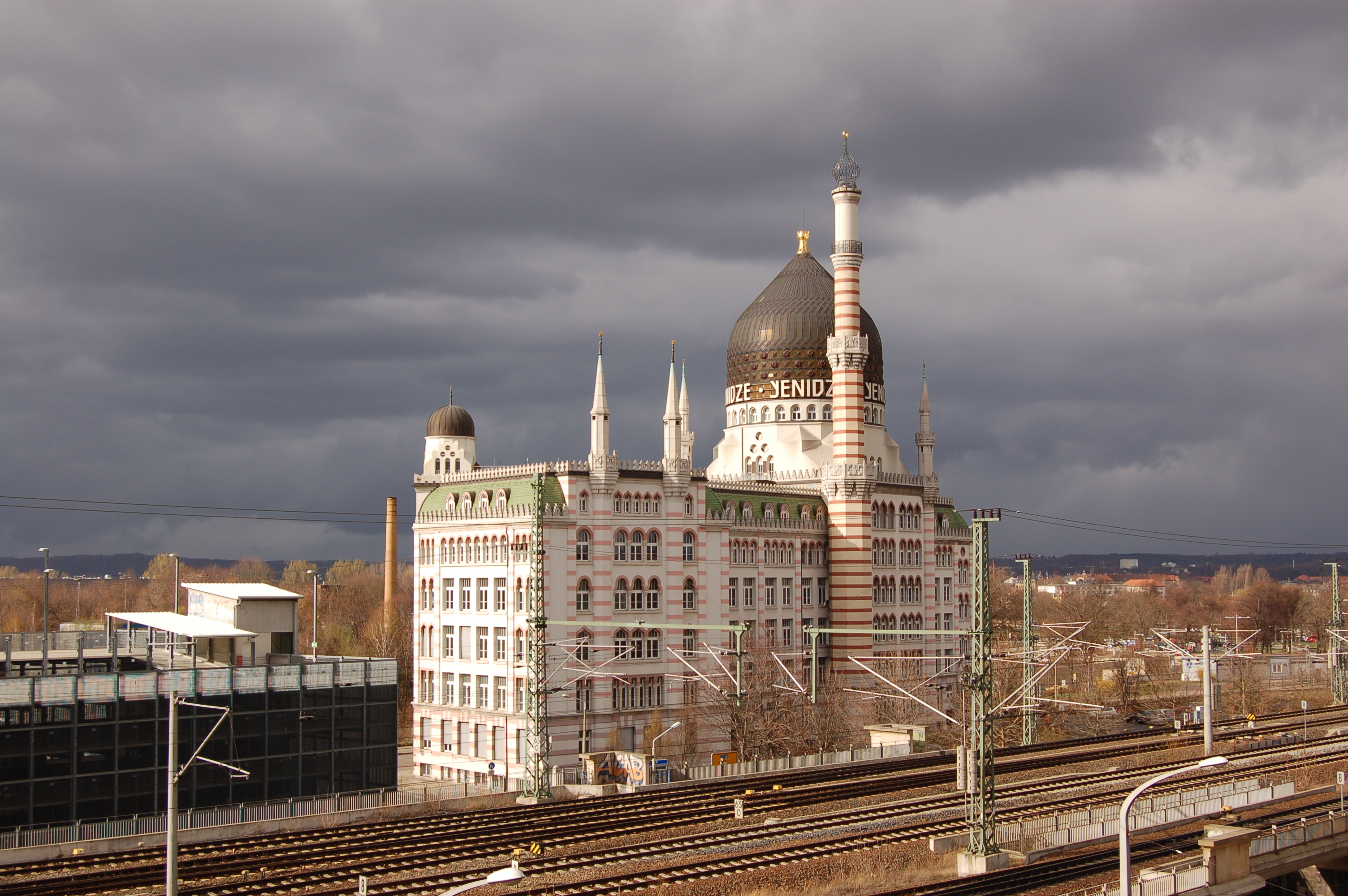
Die Yenidze von Süden aus gesehen

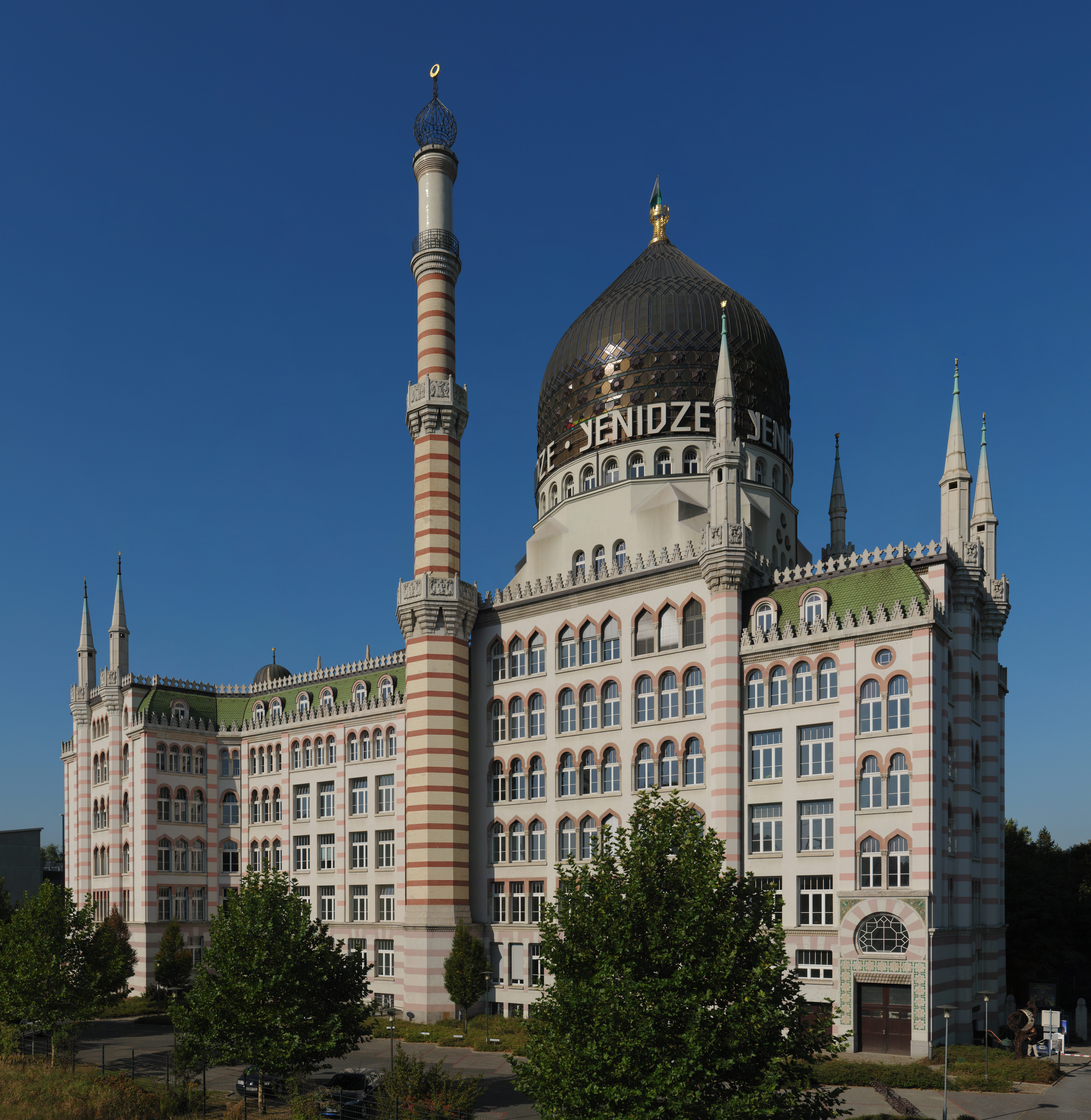
Das Fabrikgebäude

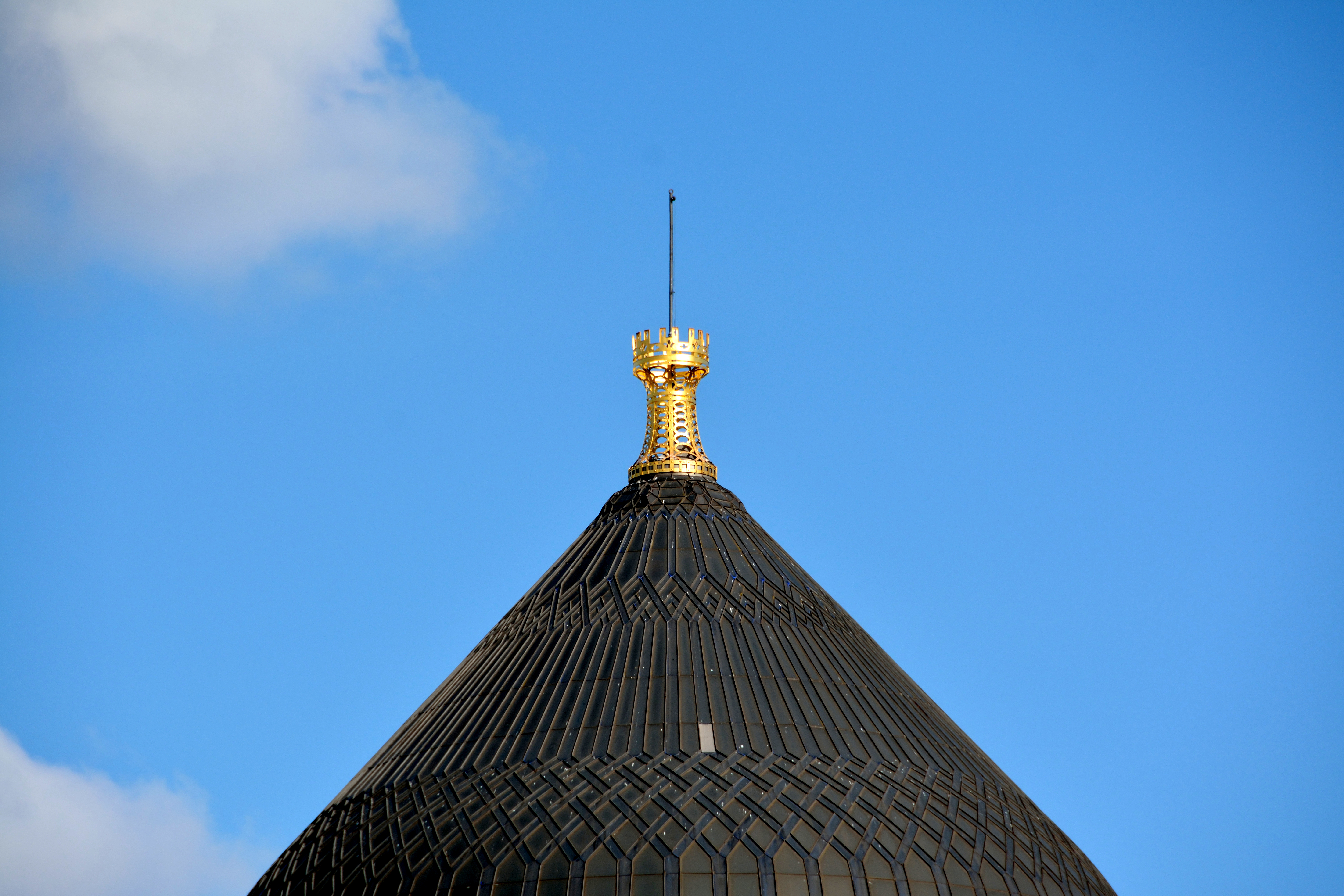
Die Krone auf dem Kuppeldach

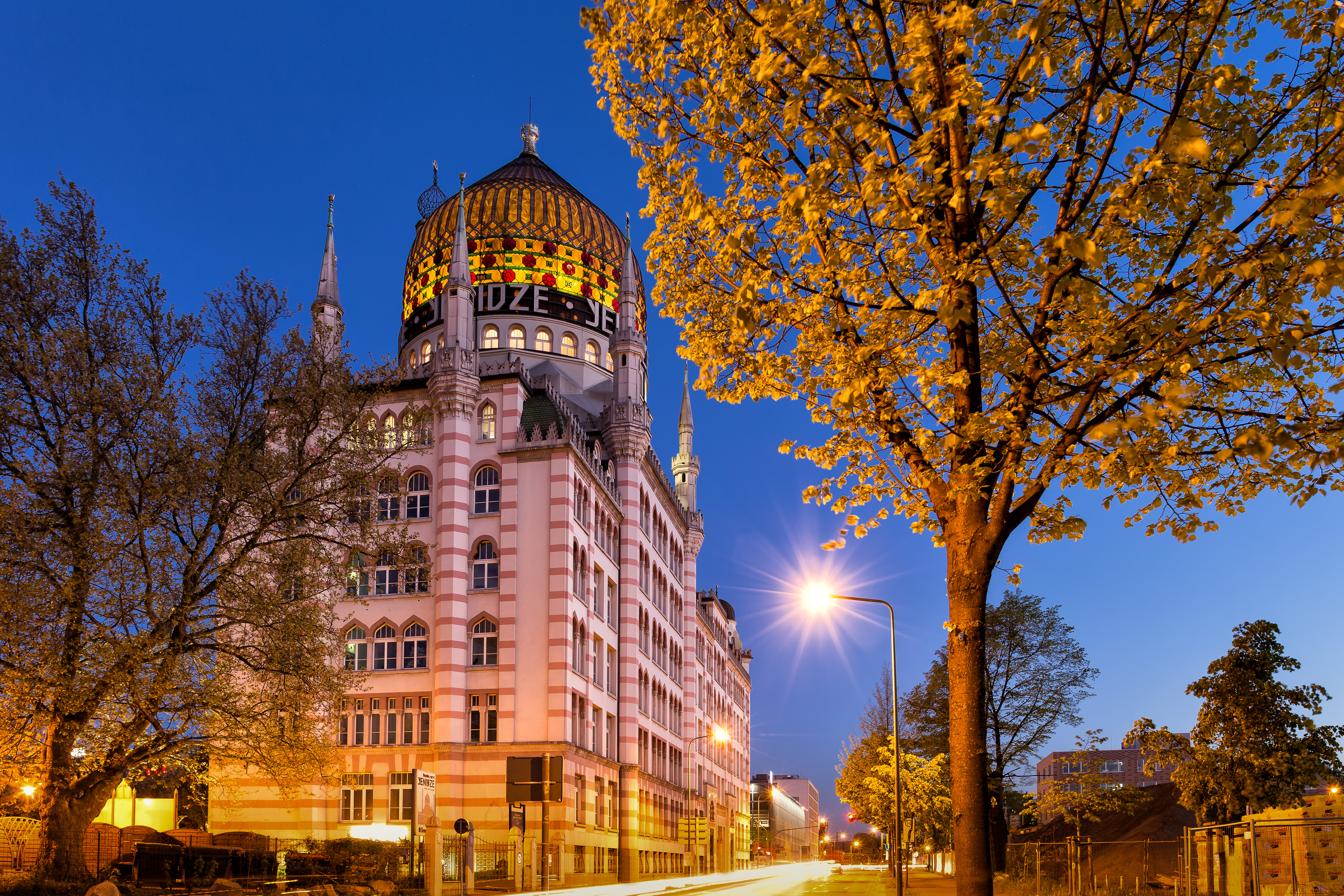
Nachtansicht mit beleuchteter Kuppel

Das ehemalige Fabrikgebäude der Zigarettenfabrik Yenidze gehört zu den architektonischen Sehenswürdigkeiten der Stadt Dresden. Es steht an der Weißeritzstraße am östlichen Rand der Friedrichstadt, unweit des Kongresszentrums. Das von 1908 bis 1909 von Martin Hammitzsch geplante Bauwerk hat eine Gesamthöhe von 62 Metern und wird heute als Bürogebäude genutzt.

## Die Firma

Verpackungssaal in der Yenidze (vor 1924)

Der Unternehmer Hugo Zietz, Inhaber der Orientalischen Tabak- und Cigarettenfabrik Yenidze (gegr. 1886), importierte den Tabak für seine Zigaretten (u. a. der Marke Salem) aus dem Anbaugebiet von „Yenice“ (sprich yenídsche). Dies ist der türkische Name der Kleinstadt Genisea im heutigen Nordgriechenland (in der Nähe von Xanthi, nicht zu verwechseln mit Giannitsa (auf Türkisch Yenice-i Vardar)), das damals noch zum Osmanischen Reich gehörte. Der Yenidze- oder (im englischen Sprachraum) Yenidje-Tabak galt noch vor den benachbarten Provenienzen Xanthi oder Drama und in der heutigen Türkei gelegenen wie Smyrna (Izmir) und Samsun als der mildeste, aromatischste und würzigste Zigarettentabak.
Die Tabakfabrik Yenidze gehörte Hugo Zietz, bis dieser sie 1924 an das Unternehmen Reemtsma verkaufte. Während des Zweiten Weltkrieges wurde das Gebäude stark beschädigt. Die Aufbauarbeiten wurden in dem Film Karbid und Sauerampfer thematisiert. In die Yenidze zog 1953 der VEB Importtabak ein, Vorläufer des späteren VEB Tabakkontor, der das Gebäude zur Lagerung von Rohtabak nutzte und die Zigarettenfabriken der DDR mit Rohmaterial versorgte. Nach der Wende stand das Gebäude mit wechselnden Eigentümern zunächst leer, die verbleibende Zigarettenindustrie in Dresden konzentrierte sich im Stadtteil Striesen.

## Der Bau

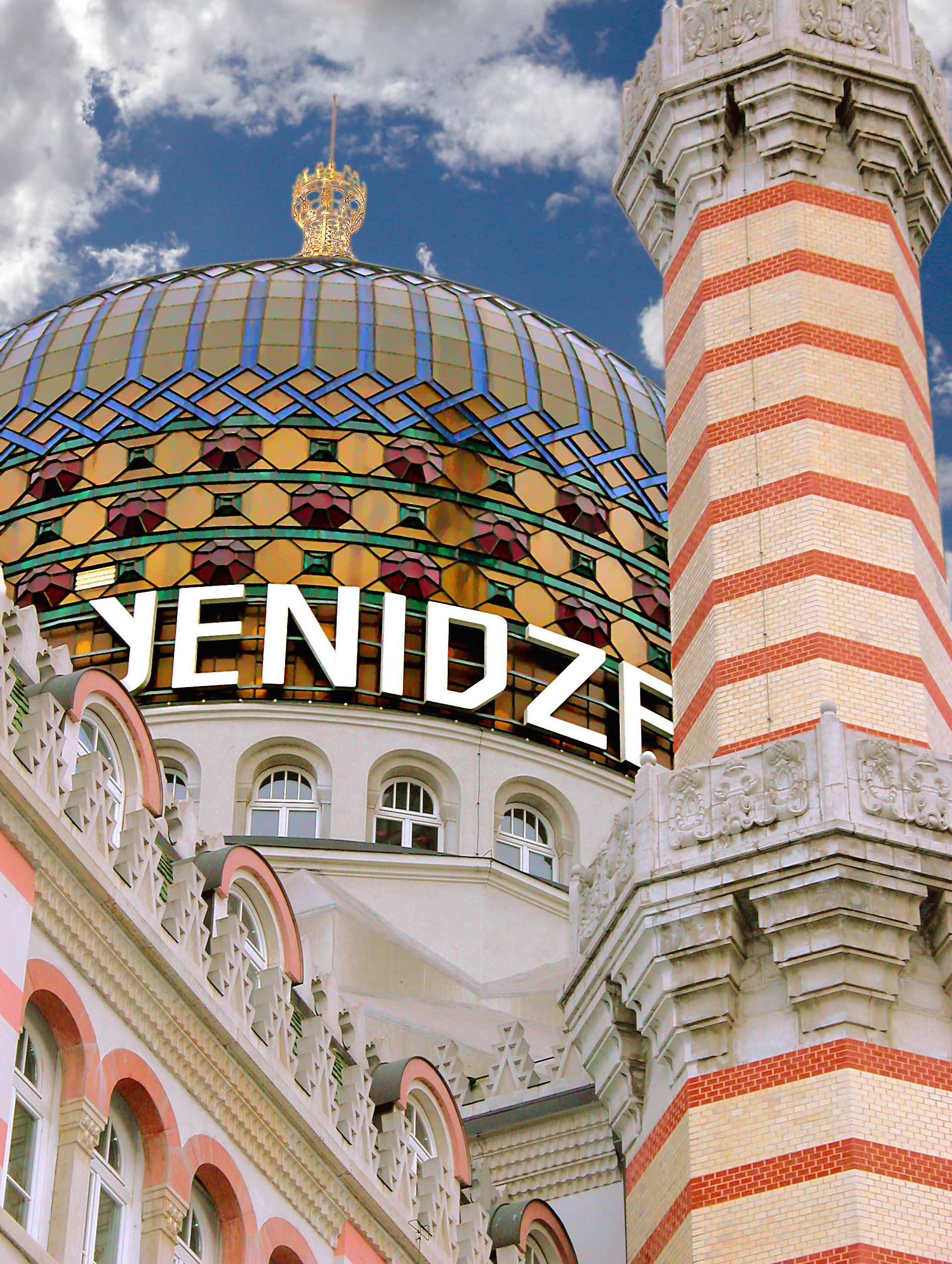
Schriftzug Yenidze

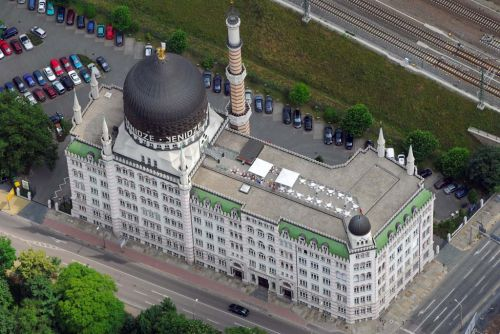
Draufsicht (2006)

Die Anfang des 20. Jahrhunderts stark expandierende Zigarettenindustrie veranlasste Zietz, einen Fabrikneubau ins Auge zu fassen und zwar auf dem von Zietz 1907 erworbenen Grundstück, das seiner Intention gemäß zwar in Elbnähe und Nähe zur Stadtsilhouette lag, aber baulich recht ungünstig in einem Zwickel zwischen Magdeburger Straße, Weißeritzstraße und den Eisenbahngleisen der Elbezweigbahn im Norden und Osten.
Anfang des 20. Jahrhunderts bestand in Dresden die Vorschrift, im Weichbild des Zentrums, zu dem dieses Areal gehörte, kein Fabrikgebäude zu errichten, das als solches erkennbar war. Auch deswegen wollte Zietz auf dem Grundstück direkt an der Eisenbahntrasse unweit der Dresdner Innenstadt ein orientalisierendes Gebäude errichten, das einerseits dieser Forderung entsprach und zugleich ein einprägsames Werbemonument für seine Orientalische Tabak- und Zigarettenfabrik „Yenidze“ sein sollte. Der Architekt Martin Hammitzsch entwarf daher auf Anregung von Zietz ein Bauwerk in einem fantasievollen „orientalischen“ Stil, das mit der farbig verglasten Kuppel und dem als Minarett getarnten Schornstein von außen wie eine Moschee wirkt. Dieses Erscheinungsbild prägte den umgangssprachlichen Namen „Tabakmoschee“. Vorbild für den Bau soll die Grabmoschee des Emirs Khair Bak in Kairo gewesen sein.

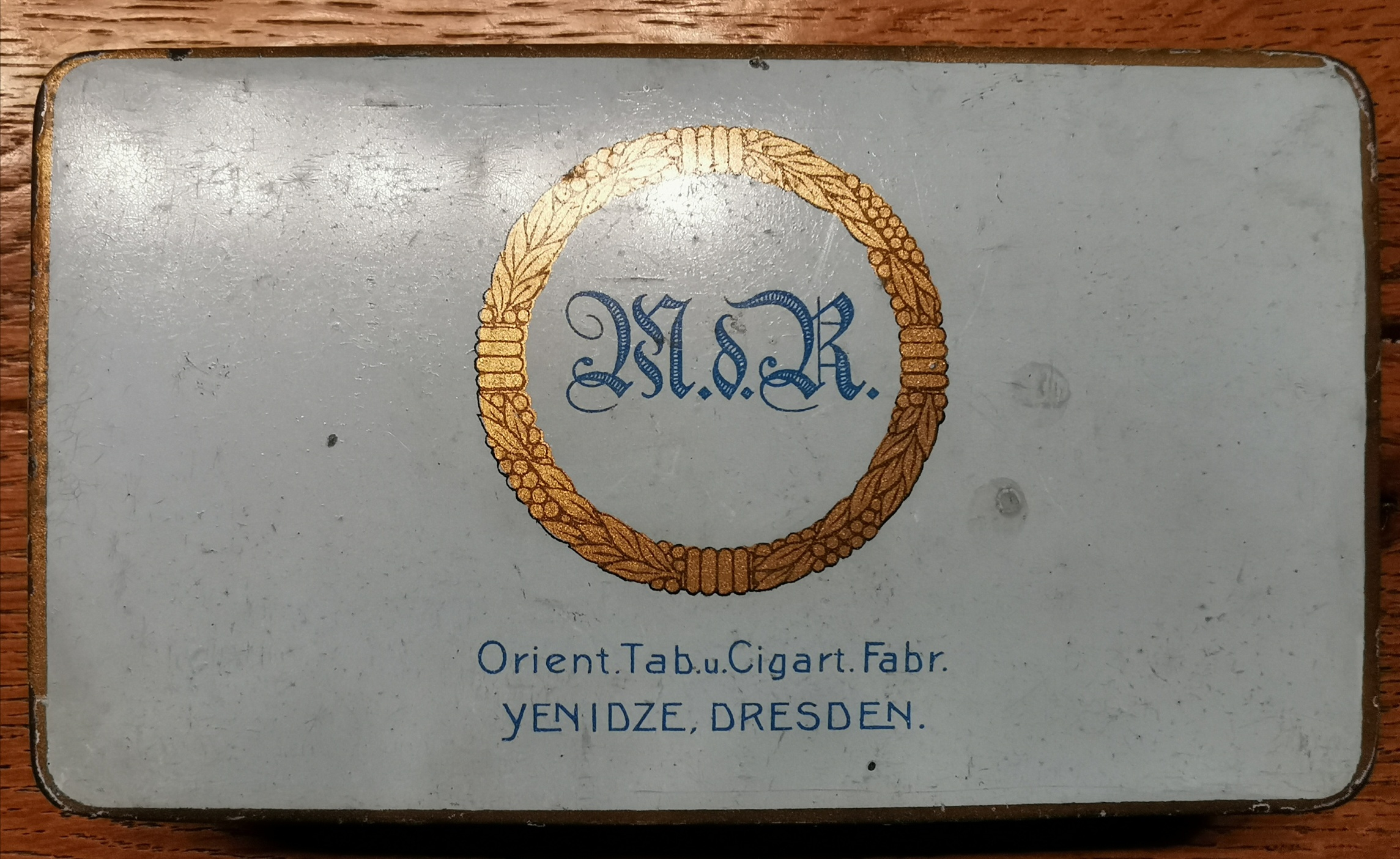
Zigarettendose aus der Kaiserzeit

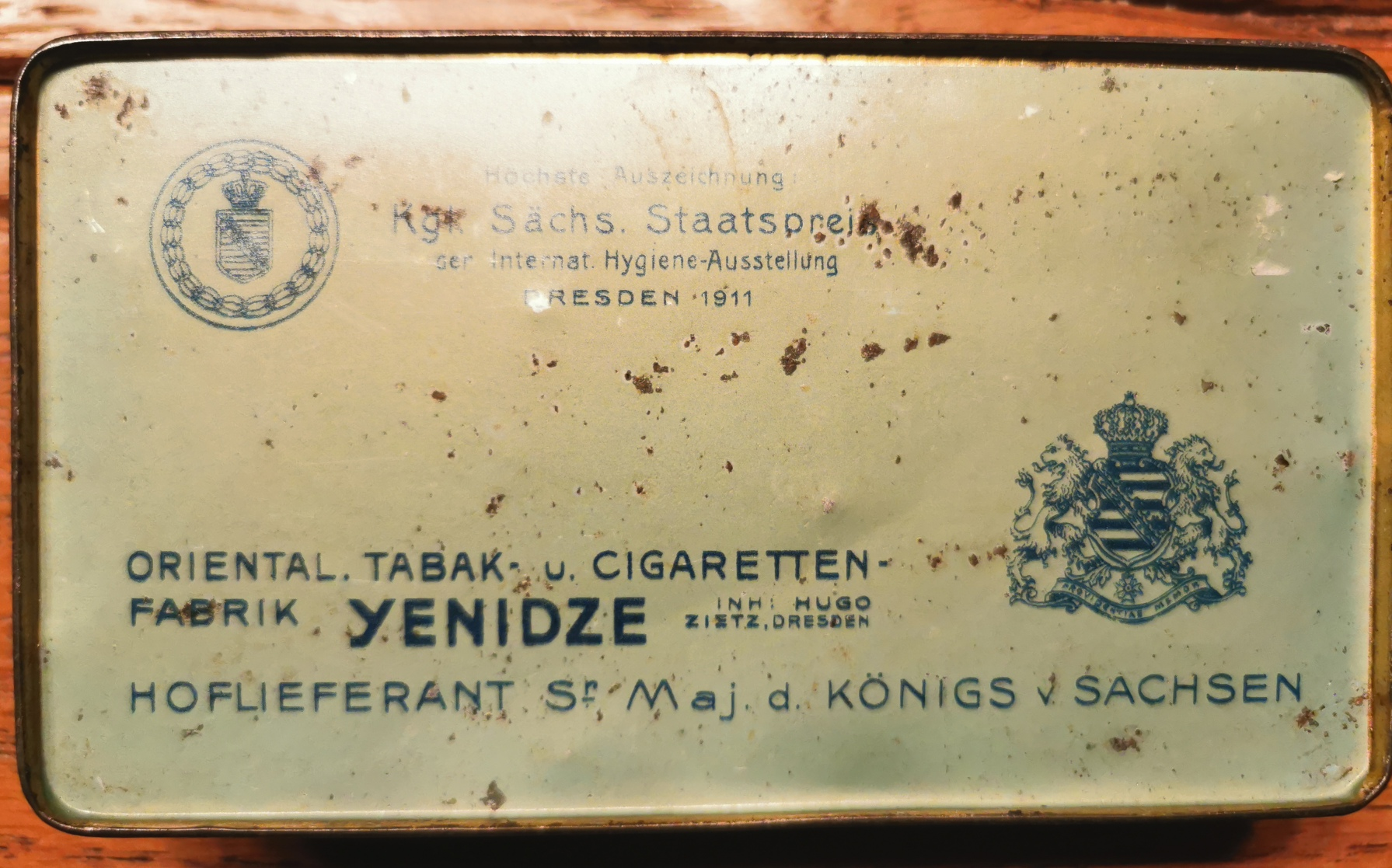
Rückseite mit Auszeichnung

Im für seine historischen, vor allem barocken Bauten berühmten Dresden traf der Neubau im Stil einer völlig fremden, noch sehr wenig bekannten Kultur auf heftige Ablehnung; um die negativen Auswirkungen für den Bauherrn und den Architekten ranken sich Legenden. Allen Anfeindungen zum Trotz erfüllte das Gebäude seinen Werbezweck: Es war in aller Munde und – als die Dresdner sich schließlich mit ihm abgefunden hatten – weiterhin in aller Augen.

## Eigentumsverhältnisse
1924 verkaufte Hugo Zietz die Tabakfabrik an die Reemtsma Cigarettenfabriken. Während des Zweiten Weltkrieges wurde das Gebäude durch Bombenangriffe stark beschädigt. Knapp ein Drittel der Zigarettenfabrik war zerstört.
Nach der Instandsetzung nach dem Krieg war im Yenidze ab 1953 der VEB Tabakkontor untergebracht. Sämtliche Zigarettenfabriken der DDR wurden von Dresden aus mit Rohmaterial versorgt.
1991 wurde das Gebäude an die private Investorengemeinschaft EUWO Berlin verkauft und zum Bürohaus umgewandelt. Der teilzerstörte Südflügel wurde in diesem Zusammenhang wieder hergestellt. 1993 veranstaltete die EUWO ein Sommerfest in der Yenidze; an drei „Tagen der offenen Tür“ konnten tausende Dresdener erstmals die Gebäude erkunden. Es traten viele prominente Künstler auf, so z. B. Frank Schöbel, Ingo Insterburg und Bernhard Paul. Der Chor der Russischen Streitkräfte sang mehrfach im Kuppelsaal. Ursprünglich war als Ergänzung ein moderner Hotelkomplex geplant, auf dessen Dach eine Freitreppe bis zur Kuppel führen sollte. Dieser wurde jedoch nicht realisiert.
Als außergewöhnliches Baudenkmal wurde die Yenidze 1996 saniert; der hintere Gebäudeteil wird seitdem für Büros benutzt. Im vorderen „Kuppelteil“ befindet sich das Kuppelrestaurant mit dem höchsten Biergarten Dresdens, der im Sommer geöffnet ist; das Restaurant selbst hat ganzjährig und jeden Tag von Mittags an geöffnet. Darüber, direkt unter der Kuppel, finden Veranstaltungen des Yenidze-Theaters statt. Unter dem Leitbild „Tradition trifft Innovation“ und „East meets West“ treffen klassische Kunst und Kultur des Orients und Okzidents auf innovative und experimentelle Kunstformen. Zum Programm gehören klassische und zeitgenössische Tanz- und Theatervorstellungen, Workshops, Vorträge zu Live-Musik, Bildungsangebote und Ausstellungen.
2007 kaufte der israelische Investor Adi Keizman das Gebäude für geschätzte 12 Millionen Euro.
Seit Anfang 2014 wird das Gebäude von der EB IMMOBILIENMANAGEMENT GmbH bewirtschaftet. Der neue Eigentümer will die Diskothek im Erdgeschoss sanieren, die seit dem Hochwasser 2002 ungenutzt ist. Zudem ist geplant, eine kleine Ausstellung zur Geschichte der Yenidze einzurichten.